# Altavalle
Altavalle ist eine italienische Gemeinde mit 1631 Einwohnern (Stand 31. Dezember 2023) in der italienischen Provinz Trient (Region Trentino-Südtirol). Sie ist Teil der Talgemeinschaft Comunità della Valle di Cembra.

## Geschichte
Die heutige Gemeinde entstand 2016 aus den Gemeinden Faver (der Verwaltungssitz von Altavalle mit damals 828 Einwohnern), Grauno (149 Einwohner), Grumes (441 Einwohner) und Valda (227 Einwohner).